# Khanna (Stadt)
Khanna (Panjabi ਖੰਨਾ) ist eine Stadt im indischen Bundesstaat Punjab.
Khanna liegt in der nordindischen Ebene 250 km nordnordwestlich der Bundeshauptstadt Neu-Delhi.
Die Stadt liegt an der nationalen Fernstraße NH 1 zwischen der Distrikthauptstadt Ludhiana und Ambala, 45 km von Ludhiana entfernt. Khanna besitzt den größten Getreidemarkt Asiens. Sie ist eine bedeutende Industriestadt, lediglich 6 km von dem als „Stahl-Stadt“ bekannten Mandi Gobindgarh.
Die Stadt Khanna besitzt seit 1931 den Status eines Municipal Councils. Sie ist in 27 Wards gegliedert und hat eine Fläche von 32 km². Beim Zensus 2011 betrug die Einwohnerzahl 128.137.